# Період Тайсьо
Період Тайсьо (яп. 大正時代, тайсьо дзідай) — період в історії Японії з 1912 по 1926 роки. Тривав від початку вступу на трон імператора Тайсьо до вступу на трон імператора Сьова.
Назва періоду Тайсьо походить від однойменного девізу імператорського правління, який використовувався в Японії з 1912 по 1926 роки. Два ієрогліфи канджі 大正 (Taishō) дослівно перекладаються як «велика праведність».
Період почався 30 липня 1912 року, коли помер імператор Мейдзі і на трон вступив його син Йосіхіто, який дав назву новому правлінню.
Період Тайсьо характеризувався участю Японії у Першій світовій війні, поширенням демократичних ідей та свобод у японському соціумі та боротьбою влади з «червоною чумою» — комунізмом.

## Політичні та соціальні зміни

### Демократизація і політичні реформи
Період Тайсьо відзначився важливими політичними реформами, спрямованими на розширення політичних прав громадян та зміцнення ролі парламенту. У 1912 році була прийнята Конституція Японії, яка визначила обмежену конституційну монархію та встановила парламентську систему управління. Згідно з новою Конституцією, імператор втратив політичну владу і став символом єдності нації. Відтак управління країною передавалося в руки обраних представників.

### Економічний розвиток
Період Тайсьо також був часом економічного розквіту в Японії. Промисловість країни значно розвинулася, зокрема автомобільна, сталевиробництво та хімічна промисловість отримали новий поштовх. Експорт товарів зріс, що сприяло збільшенню доходів країни та підвищенню життєвого рівня населення.

### Соціальні зміни та культурний ренесанс
Період Тайсьо також відзначився культурним ренесансом та суспільними змінами. Це був час висхідної культурної активності, з'явилися нові літературні напрями, такі як «сіндзідзі», які висловлювали невдоволення сучасним суспільством та культурою. Також розвивалися мистецтво, музика та інші форми культурної діяльності.

## Політичні та соціокультурні виклики

### Роль армії та військові конфлікти
У Періоді Тайсьо армія та військові чиновники впливали на політичні рішення в країні. Це спричинило конфлікти, такі як участь Японії у Першій світовій війні та події в Маньчжурії. Роль армії в політиці призвела до збільшення військових витрат та спроб встановлення авторитарного режиму в країні.

### Світова економічна криза
Глобальна економічна криза 1929 року також вразила Японію, призводячи до соціальних напружень та безробіття. Ця криза обмежила економічний розвиток країни та спричинила нестабільність у суспільстві.

## Завершення Періоду Тайсьо
Період Тайсьо завершився зі смертю імператора Тайсьо Хірохіто 25 грудня 1926 року. Його син, який пізніше став відомим як імператор Сьова (Хірохіто), успадкував трон та розпочав новий період в історії Японії.

## Вплив Періоду Тайсьо
Період Тайсьо в історії Японії вважається перехідним етапом між більш традиційними структурами Періоду Мейдзі та подальшими змінами в імперському японському суспільстві. Цей період був часом значних соціальних, політичних та культурних змін, що сформували сучасне обличчя Японії і її роль у світі.

## Хронологія подій
- 1912: Імператор Тайсьо сідає на трон (30 липня). Генерал Кацура Таро втретє стає прем'єр-міністром (21 грудня).
- 1913: Кацура змушений піти у відставку і його посаду займає Ямамото Ґомбей (20 лютого).
- 1914: Окума Сіґенобу вдруге стає прем'єр-міністром (16 квітня). Японія оголошує війну Німеччині та приєднується до союзників Антанти у Першій світовій війні (23 серпня).
- 1915: Японія висуває Китаю Двадцять одну вимогу (18 січня).
- 1916: Терауті Масатаке стає 18-м прем'єр-міністром Японії (9 жовтня).
- 1917: Діє договір Лансінга — Ісії, який визнавав інтереси Японії та США щодо політики в Китаї (2 листопада).
- 1918: Японія бере участь у Сибірській експедиції Антанти, яка мала підтримати білу армію під час громадянської війни в Росії (липень). Хара Такасі займає пост прем'єр-міністра (29 вересня).
- 1919: Починається Рух 1 березня проти японського панування в Кореї (1 березня).
- 1920: Японія стає співзасновником Ліги Націй.
- 1921: Хара був убитий терористом, незадоволеним ходом Вашингтонської конференції, його місце займає Такахасі Корекійо (4 листопада). Хірохіто проголошений наступником (29 листопада). Підписаний Договір чотирьох держав (13 грудня).
- 1922: Підписаний Договір п'яти держав (6 лютого). Адмірал Като Томосабуро призначений прем'єр-міністром (12 червня). Японія виводить війська із Сибіру (28 серпня).
- 1923: Великий кантоський землетрус руйнує Токіо (1 вересня). Ямамото вдруге стає прем'єр-міністром (2 вересня).
- 1924: Кійора Кейґо стає прем'єр-міністром (7 січня). Принц Хірохіто одружується з принцесою Наґако (26 січня). Прем'єр-міністром назначений Като Такаакі (11 червня).
- 1925: Прийнята виборча реформа, яка давала всім чоловікам від 25 років право на голосування (5 травня). Також прийняті Закони про підтримку миру, які були спрямовані на боротьбу з політичним інакомисленням та просоціалістичними партіями. Народилася перша донька Хірохіто — принцеса Сіґеко (9 грудня).
- 1926: Помирає імператор Тайсьо, його трон посідає Хірохіто та започатковує епоху Сьова (25 грудня).